# Podisus vittipennis
Podisus vittipennis är en insektsart som beskrevs av Herrich-schaeffer 1851. Podisus vittipennis ingår i släktet Podisus och familjen bärfisar. Inga underarter finns listade i Catalogue of Life.